# Архив гостей Панкратьевых XVII — начала XVIII века
«Архив гостей Панкратьевых XVII—начала XVIII в.» — научная публикация материалов (переписки, владельческих актов, документов судебных и других дел), происходящих из личного собрания нескольких поколений семьи московских купцов (гостей) Панкратьевых и хранящихся в настоящее время в Российском государственном архиве древних актов, а также других отечественных архивохранилищах.

## Список томов
2001
- Архив гостей Панкратьевых XVII—начала XVIII в.: Том 1 
/ Составитель: Л. А. Тимошина. — М.: Эдиториал УРСС, 2001. — 392 с. — 1 000 экз. — ISBN 5-8360-0228-2.
  - Надзаголовок на титульном листе: Федеральная архивная служба России; Российский государственный архив древних актов
  - Вступительная статья:  
Тимошина Л. А. «Записная книга» Ивана Андреевича Шергина. — С. 5—24.
  - Первый том представляет собой публикацию переписки 1670-х—1700-х годов приказчика Сереговского соляного промысла, принадлежавшего московским купцам Панкратьевым, И. А. Шергина с хоэяином промысла гостем И. Д. Панкратьевым, его родственниками устюжскими купцами Грудцыными, представителями местной администрации и церковных властей, а также другими лицами.

2007
- Архив гостей Панкратьевых XVII—начала XVIII в.: Том 2 
/ Вступительная статья и подготовка текста Л. А. Тимошиной. — М.; СПб.: Альянс-Архео, 2007. — 512 с., 8 л. ил. — 800 экз. — ISBN 978-5-98874-017-0. 
  - Посвящение: Нине Петровне Тимошиной
  - Вступительная статья:  
Тимошина Л. А. Владельческие акты предпринимателей Панкратьевых XVI—начала XVIII в. — С. 3—48.
  - Второй том содержит комплекс документов, связанных с имущественными правами нескольких поколений семьи Панкратьевых на различные виды городской и уездной земельной собственности, расположенной преимущественно на севере Русского государства — в Яренском, Тотемском и Вологодском уездах. Хронологические рамки документов тома — 1529/30—1703 гг.

2010
- Архив гостей Панкратьевых XVII—начала XVIII в.: Том 3 
/ Составление и подготовка текста Л. А. Тимошиной. — М.; СПб.: Альянс-Архео, 2010. — 768 с., 8 л. цв. ил. — 800 экз. — ISBN 978-5-98874-047-6.
  - Посвящение: Алексею Михайловичу Тимошину
  - Введение / Л. А. Тимошина. — С. 3—8.
  - Третий том включает в себя судебные и административные дела 1658—1678 гг., разбиравшиеся в центральных государственных учреждениях — приказах — Новгородском, Посольском, Большой казны и в органах местного управления — яренской и вологодской съезжих избах. Документы отражают различные аспекты борьбы представителей торгового дома Панкратьевых с другими крупными торговыми домами или духовными корпорациями, занимающимися предпринимательской деятельностью — гостями Филатьевыми, Соловецким монастырём и другими.

2013
- Архив гостей Панкратьевых XVII—начала XVIII в.: Том 4 
/ Составление и подготовка текста Л. А. Тимошиной. — М.; СПб.: Контраст, 2013. — 808 с., 8 л. цв. ил. — 500 экз. — ISBN 978-5-4380-0029-7.